# 黄花薹草
黄花薹草（学名：Carex chrysolepis）为莎草科薹草属下的一个种。分布于台湾岛、日本西部等地，一般生长在林中干草地，目前尚未由人工引种栽培。

## 扩展阅读
- 維基物種上的相關：黄花薹草